# Грбавац и плесачица
Грбавац и плесачица немачки је црно-бели неми хорор филм из 1920. године, који је режирао Ф. В. Мурнау, са Сашом Гуром, Џоном Готовтом и Полом Бинсфелдом у главним улогама. Сценариста филма је Карл Мајер, а кинематограф Карл Фројнд, који је касније режирао култне класике, као што су Мумија (1932) и Луда љубав (1935). Мајер и Мурнау су исте године сарађивали на Кабинету доктора Калигарија.
Филм се данас сматра изгубљеним.

## Радња
Грбавац по имену Џејмс Вилтон је годинама трпео омаловажавање и исмевање жена због његовог физичког изгледа. Међутим, то се мења када се врати из Јаве, где је пронашао скупоцени дијамант. Млада девојка Ђина започиње везу са њим, али убрзо раскидају и она се враћа својој старој љубави. Љут због тога, Вилтон је отрује супстанцом због које умире свако ко је пољуби.
Када сазна за то, Ђина му се свети тако што га превари да је пољуби и он умире.

## Улоге
| Глумац               | Улога         |
| -------------------- | ------------- |
| Саша Гура            | Ђина          |
| Џон Готовт           | Џејмс Вилтон  |
| Пол Бинсфелд         | Смит          |
| Хенри Питерс-Арнолдс | Перси         |
| Бела Полини          | Танзерин      |
| Вернер Јоханес Краус |               |
| Лида Салмонова       |               |
| Ана вон Пален        | Смитова мајка |